# Thecagaster insignis
Thecagaster insignis – gatunek ważki z rodziny szklarnikowatych (Cordulegastridae). Występuje od Macedonii Północnej i Serbii po Azję Środkową, a na południu po Liban i Iran. Opisał go niemiecki przyrodnik Wilhelm Gottlieb Schneider w 1845 roku pod nazwą Cordulegaster insignis. Za jego podgatunki uznawano niekiedy Cordulegaster coronata i Cordulegaster mzymtae.